# Álbuns número um na Billboard 200 em 1998
A seguir apresenta-se a lista dos álbuns que alcançaram a primeira posição da Billboard 200 no ano de 1998. Os dados usados na elaboração da lista foram compilados pelo serviço Nielsen Soundscan, com base nas vendas físicas semanais de cada álbum nos Estados Unidos, e publicados pela revista Billboard.

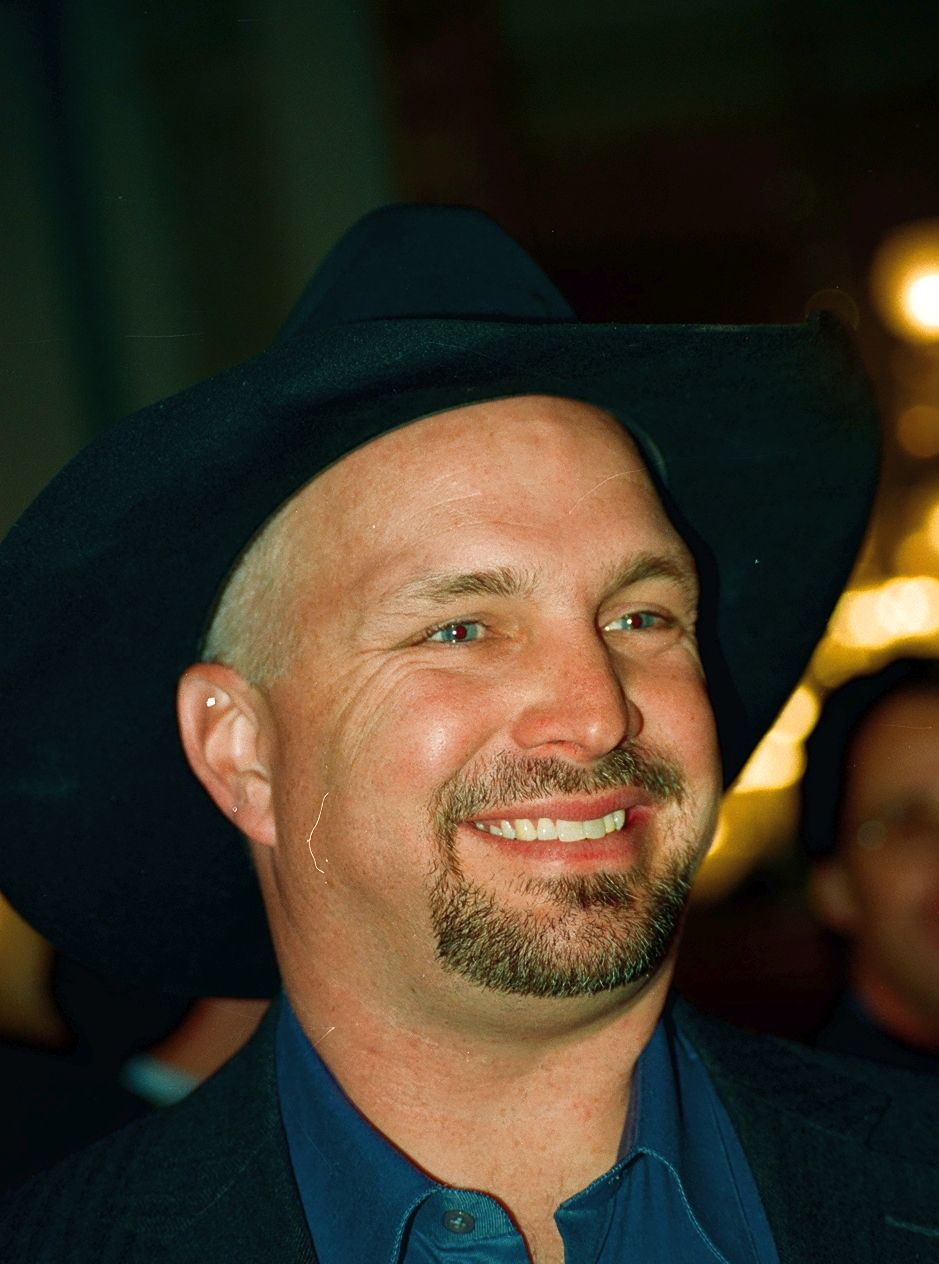
Garth Brooks foi grande destaque do ano. Além de outros feitos, conseguiu entrar na lista dos artistas a posicionarem três álbuns no número um em um ano de calendário.

Neste ano, dezasseis álbuns alcançaram a primeira posição da tabela pela primeira vez nas suas 52 publicações semanais. No entanto, embora tenha liderado a Billboard 200 por uma semana, elevando o seu total para cinco semanas consecutivas, um décimo sétimo álbum, Sevens (1997) do músico Garth Brooks, iniciou a sua corrida no topo no ano anterior e foi, portanto, excluído. Ele foi removido do topo na terceira publicação do ano por Let's Talk About Love, segundo álbum número um consecutivo da cantora canadiana Céline Dion.
A banda sonora do filme Titanic liderou a tabela por dezasseis semanas consecutivas, sendo o projecto que por mais tempo ocupou a posição de topo do ano. Além disso, foi o álbum mais comercializado do ano, com vendas de aproximadamente nove milhões e 338 mil unidades, um recorde para um trabalho do género. Outras bandas sonoras que conseguiram alcançar o cume da Billboard 200 no ano foram City of Angels: Music from the Motion Picture e Armageddon; este último foi o oitavo álbum mais vendido do ano. A banda sonora de Titanic foi removida do topo por Before These Crowded Streets, primeiro número um da Dave Matthews Band e a melhor estreia do ano até então: 422 mil unidades. Hello Nasty, terceiro número um do grupo Beastie Boys, eventualmente quebrou este feito com a sua estreia no número um com cerca de 622 mil unidades. The Miseducation of Lauryn Hill, álbum de estreia da cantora Lauryn Hill, estabeleceu o recorde de melhor estreia para uma artista feminina, com 422 mil exemplares, quebrando o recorde de Ray of Light (1998) de Madonna neste ano com 371 mil unidades. O recorde de Hill foi rapidamente quebrado por Alanis Morissette, cujo projecto Supposed Former Infatuation Junkie vendeu 469 mil unidades na sua semana de estreia. Não obstante, foi Double Live de Garth Brooks que deteve tanto a melhor estreia do ano quanto a melhor venda semanal, com cerca de um milhão e 85 mil cópias, quebrando o recorde de 950 mil 378 unidades estabelecido por Vs. (1993) da banda Pearl Jam. Um segundo projecto de Brooks, The Limited Series, tornou-se no primeiro box set a atingir a primeira posição da tabela musical desde Live/1975–85 (1986) de Bruce Springsteen e a E Street Band e marcou a melhor estreia para um box set da história da Nielsen SoundScan. Sevens, The Limited Series e Double Live fizeram de Brooks um dos poucos artistas a conseguirem posicionar três álbuns no número um em um ano de calendário.
Da Game Is to Be Sold, Not to Be Told rendeu ao rapper Snoop Dogg o seu terceiro número um consecutivo na Billboard 200. Além disso, foi um de quatro álbuns de hip hop a dominar a tabela no ano, um recorde até então. O primeiro deles, MP da Last Don, de Master P, saltou do posto 122 para o primeiro, o quinto maior salto da história da tabela até aquele momento. Vol. 2... Hard Knock Life rendeu a Jay-Z o seu primeiro número um e ainda o prémio Grammy para Melhor Álbum Rap na sua 41.ª cerimónia anual. Mechanical Animals, primeiro número um da banda Marilyn Manson, foi o décimo projecto a liderar a tabela de álbuns sem conseguir posicionar uma única canção na tabela de singles.

## Histórico

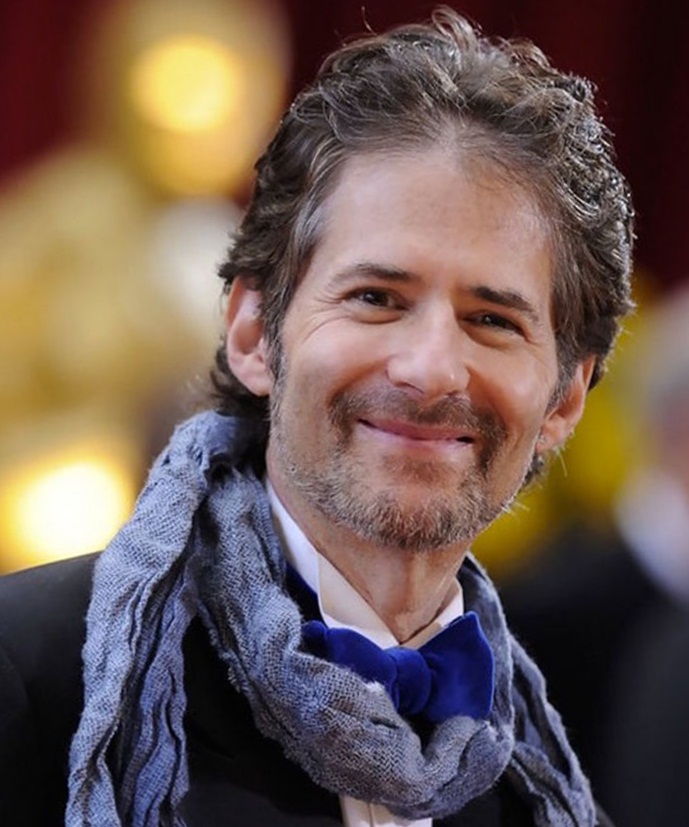
A banda sonora do filme Titanic, composta por James Horner, foi o projecto que por mais tempo ocupou a posição de topo do ano. Além disso, foi o álbum mais comercializado do ano.

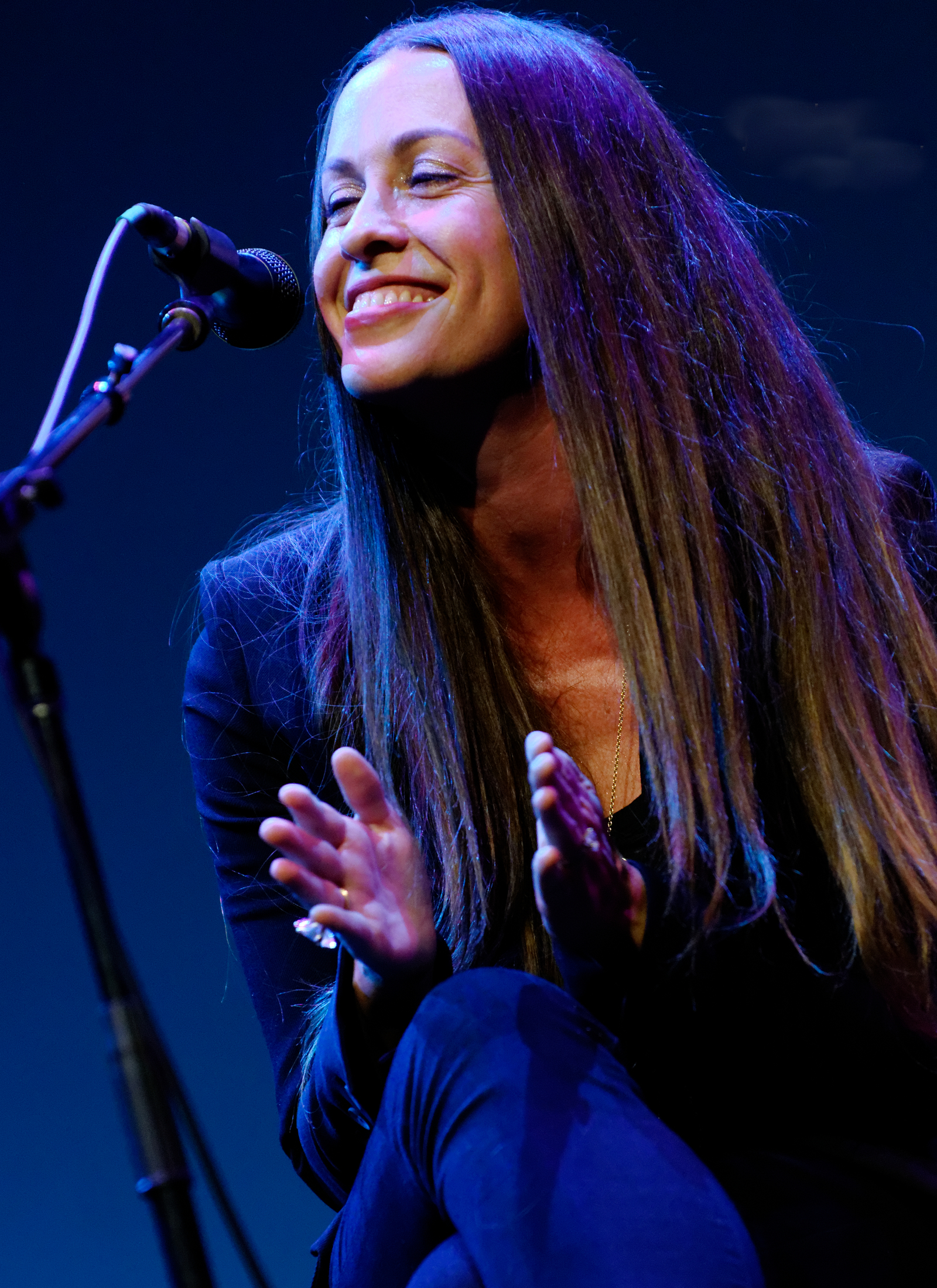
Supposed Former Infatuation Junkie, segundo número um de Alanis Morissette, quebrou o recorde de melhor semana de estreia comercial por uma artista feminina.

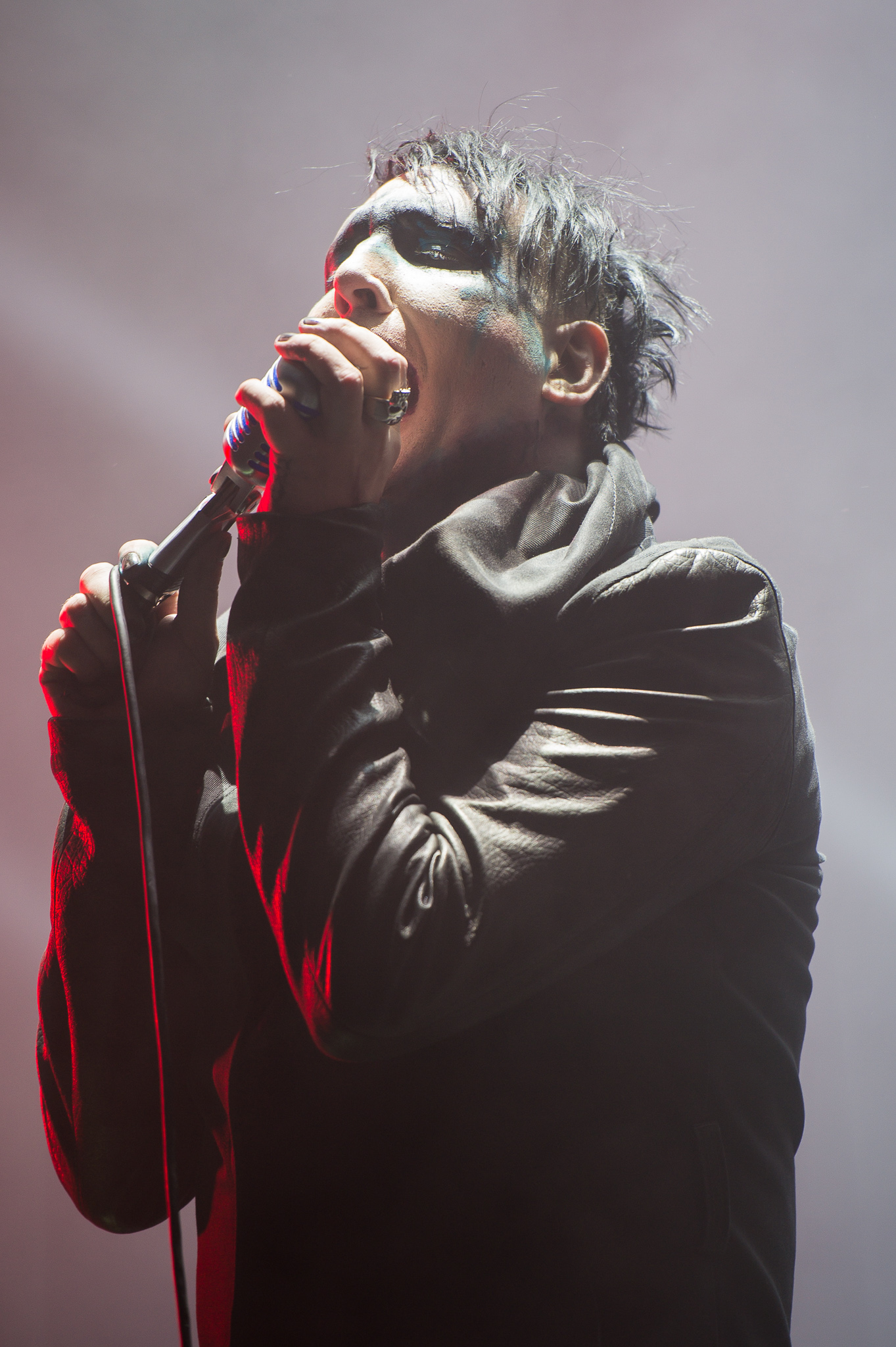
Mechanical Animals, primeiro número um da banda Marilyn Manson (imagem: vocalista), foi o décimo projecto a liderar a tabela de álbuns sem conseguir posicionar uma única canção na tabela de singles.

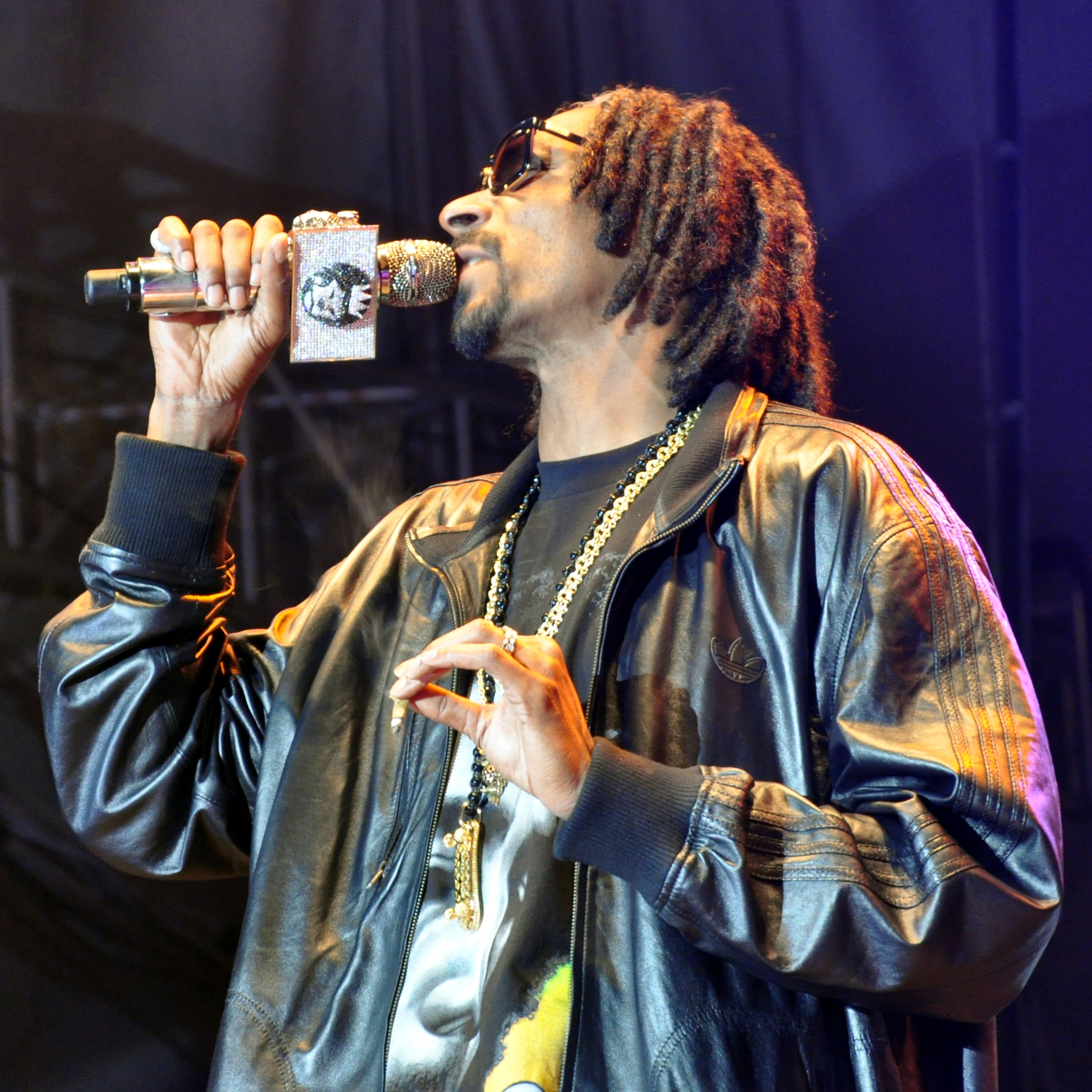
Da Game Is to Be Sold, Not to Be Told rendeu ao rapper Snoop Dogg o seu terceiro número um consecutivo na Billboard 200. Além disso, foi um de quatro álbuns de hip hop a dominar a tabela no ano, um recorde até então.

| Data            | Álbum                                  | Artista(s)            | Vendas    | Ref.   |
| --------------- | -------------------------------------- | --------------------- | --------- | ------ |
| 3 de Janeiro    | Sevens                                 | Garth Brooks          | 678 000   | [ 8 ]  |
| 10 de Janeiro   | Sevens                                 | Garth Brooks          | 684 000   | [ 9 ]  |
| 17 de Janeiro   | Let's Talk About Love                  | Céline Dion           | 284 000   | [ 9 ]  |
| 24 de Janeiro   | Titanic: Music from the Motion Picture | James Horner / Vários | 243 000   | [ 10 ] |
| 31 de Janeiro   | Titanic: Music from the Motion Picture | James Horner / Vários | 419 000   | [ 11 ] |
| 7 de Fevereiro  | Titanic: Music from the Motion Picture | James Horner / Vários | 665 000   | [ 12 ] |
| 14 de Fevereiro | Titanic: Music from the Motion Picture | James Horner / Vários | 847 000   | [ 13 ] |
| 21 de Fevereiro | Titanic: Music from the Motion Picture | James Horner / Vários | 588 000   | [ 14 ] |
| 28 de Fevereiro | Titanic: Music from the Motion Picture | James Horner / Vários | 847 500   | [ 15 ] |
| 7 de Março      | Titanic: Music from the Motion Picture | James Horner / Vários | 562 000   | [ 16 ] |
| 14 de Março     | Titanic: Music from the Motion Picture | James Horner / Vários | 505 000   | [ 17 ] |
| 21 de Março     | Titanic: Music from the Motion Picture | James Horner / Vários | 477 511   | [ 18 ] |
| 28 de Março     | Titanic: Music from the Motion Picture | James Horner / Vários | 448 000   | [ 19 ] |
| 4 de Abril      | Titanic: Music from the Motion Picture | James Horner / Vários | 454 000   | [ 20 ] |
| 11 de Abril     | Titanic: Music from the Motion Picture | James Horner / Vários | 476 000   | [ 21 ] |
| 18 de Abril     | Titanic: Music from the Motion Picture | James Horner / Vários | 390 000   | [ 22 ] |
| 25 de Abril     | Titanic: Music from the Motion Picture | James Horner / Vários | 410 000   | [ 23 ] |
| 2 de Maio       | Titanic: Music from the Motion Picture | James Horner / Vários | 268 000   | [ 24 ] |
| 9 de Maio       | Titanic: Music from the Motion Picture | James Horner / Vários | 184 000   | [ 25 ] |
| 16 de Maio      | Before These Crowded Streets           | Dave Matthews Band    | 422 000   | [ 26 ] |
| 23 de Maio      | The Limited Series                     | Garth Brooks          | 372 410   | [ 27 ] |
| 30 de Maio      | The Limited Series                     | Garth Brooks          | 191 000   | [ 28 ] |
| 6 de Junho      | It's Dark and Hell Is Hot              | DMX                   | 251 000   | [ 29 ] |
| 13 de Junho     | City of Angels                         | Vários                | 165 000   | [ 30 ] |
| 20 de Junho     | MP da Last Don                         | Master P              | 496 000   | [ 31 ] |
| 27 de Junho     | MP da Last Don                         | Master P              | 218 000   | [ 32 ] |
| 4 de Julho      | City of Angels                         | Vários                | 169 000   | [ 33 ] |
| 11 de Julho     | City of Angels                         | Vários                | 145 000   | [ 34 ] |
| 18 de Julho     | Armageddon                             | Vários                | 184 000   | [ 35 ] |
| 25 de Julho     | Armageddon                             | Vários                | 236 000   | [ 36 ] |
| 1 de Agosto     | Hello Nasty                            | Beastie Boys          | 681 572   | [ 37 ] |
| 8 de Agosto     | Hello Nasty                            | Beastie Boys          | 315 000   | [ 38 ] |
| 15 de Agosto    | Hello Nasty                            | Beastie Boys          | 244 000   | [ 39 ] |
| 22 de Agosto    | Da Game Is to Be Sold, Not to Be Told  | Snoop Dogg            | 520 000   | [ 40 ] |
| 29 de Agosto    | Da Game Is to Be Sold, Not to Be Told  | Snoop Dogg            | 246 000   | [ 41 ] |
| 5 de Setembro   | Follow the Leader                      | Korn                  | 270 000   | [ 42 ] |
| 12 de Setembro  | The Miseducation of Lauryn Hill        | Lauryn Hill           | 422 624   | [ 43 ] |
| 19 de Setembro  | The Miseducation of Lauryn Hill        | Lauryn Hill           | 265 000   | [ 44 ] |
| 26 de Setembro  | The Miseducation of Lauryn Hill        | Lauryn Hill           | 214 000   | [ 45 ] |
| 3 de Outubro    | Mechanical Animals                     | Marilyn Manson        | 222 000   | [ 46 ] |
| 10 de Outubro   | The Miseducation of Lauryn Hill        | Lauryn Hill           | 168 000   | [ 47 ] |
| 17 de Outubro   | Vol. 2... Hard Knock Life              | Jay-Z                 | 352 000   | [ 48 ] |
| 24 de Outubro   | Vol. 2... Hard Knock Life              | Jay-Z                 | 208 000   | [ 49 ] |
| 31 de Outubro   | Vol. 2... Hard Knock Life              | Jay-Z                 | 185 000   | [ 50 ] |
| 7 de Novembro   | Vol. 2... Hard Knock Life              | Jay-Z                 | 190 000   | [ 51 ] |
| 14 de Novembro  | Vol. 2... Hard Knock Life              | Jay-Z                 | 174 000   | [ 52 ] |
| 21 de Novembro  | Supposed Former Infatuation Junkie     | Alanis Morissette     | 469 055   | [ 53 ] |
| 28 de Novembro  | Supposed Former Infatuation Junkie     | Alanis Morissette     | 268 112   | [ 54 ] |
| 5 de Dezembro   | Double Live                            | Garth Brooks          | 1 085 373 | [ 55 ] |
| 12 de Dezembro  | Double Live                            | Garth Brooks          | 649 496   | [ 56 ] |
| 19 de Dezembro  | Double Live                            | Garth Brooks          | 423 332   | [ 57 ] |
| 26 de Dezembro  | Double Live                            | Garth Brooks          | 450 906   | [ 58 ] |